# Chevauchement dentaire
Pour les articles homonymes, voir Chevauchement (homonymie).
Un chevauchement dentaire est une mauvaise disposition de dents qui ont poussé en rompant l'alignement de la mâchoire en raison de son étroitesse. C'est un problème très courant chez les enfants et les adolescents.
Selon le Dr. Pascal Carrière, le chevauchement dentaire est souvent associé à des problèmes de gencive ainsi qu'à un risque élevé de caries, car le brossage de dents devient plus difficile.
Pour traiter le chevauchement dentaire, un orthodontiste peut déplacer des dents, demander l'extraction de prémolaires par un dentiste ou pratiquer un meulage sélectif.
Le terme équivalent anglais est crowding.